# Porno Graffitti
Porno Graffitti est un groupe masculin de rock japonais (J-rock).
Le groupe fut baptisé d'après un album d'Extreme (groupe de funk metal de Boston dont le deuxième album s'intitule Extreme II: Pornograffitti). Ils sont notamment célèbres à l'étranger pour les musiques du second générique d'ouverture de l'anime Great Teacher Onizuka (Hitori no Yoru, 2000), du premier générique d'ouverture de l'anime Fullmetal Alchemist (Melissa, 2003), du 11e générique d'ouverture de l'anime Bleach (Anima Rossa, 2009), du deuxième générique d'ouverture de l'anime Magi (Matataku Hoshi no Shita, 2012), mais aussi, plus récemment, du premier générique d'ouverture de l'anime My Hero Academia (The Day, 2016).

## Membres

### Membres Actuels
- Akihito Okano (岡野 昭仁?), né le 15 octobre 1974 - Chant et guitare ;
- Haruichi Shindō (新藤 晴一?), né le 20 septembre 1974 - Guitare et chœur;

### Anciens Membres
- Masami Shiratama (白玉 雅己?), né le 27 avril 1974 - Basse et Choeur (a quitté le groupe en juin 2004)